# Terminal High Altitude Area Defense
Terminal High Altitude Area Defense (THAAD), fost Theater High Altitude Area Defense, este un sistem american de apărare împotriva rachetelor balistice, conceput pentru a distruge rachetele balistice cu rază scurtă, medie și intermediară în faza lor terminală (coborâre sau reintrare) prin interceptarea cu o abordare de hit-to-kill. THAAD a fost dezvoltat după experiența atacurilor de rachete Scud din Irak în timpul războiului din Golf în 1991. Interceptorul THAAD nu poartă focos, ci se bazează pe energia sa cinetică de impact pentru a distruge racheta care vine. O lovitură de energie cinetică reduce riscul de explodare a rachetelor balistice convenționale, iar focosul de rachete balistice cu vârf nuclear nu va detona din cauza unei lovituri cu energie cinetică.
Inițial, un program al Armata Statelor Unite ale Americii, THAAD a intrat sub umbrela Missile Defense Agency. Marina are un program similar, sistemul de apărare a rachetelor Aegis, bazat pe mare, care are și o componentă terestră („Aegis ashore”). THAAD a fost inițial programat pentru desfășurare în 2012, dar desfășurarea inițială a avut loc în mai 2008. THAAD a fost desfășurat în Guam, Emiratele Arabe Unite, Israel, România și Coreea de Sud.
Analizele de vulnerabilitate și letalitate ale THAAD au fost efectuate de către laboratorul de cercetare al armatei din SUA (ARL). Evaluarea vulnerabilității pentru THAAD a inclus o evaluare a efectelor elementelor electromagnetice majore. Acestea includeau interferența EM, operațiile de radiații EM, pericolele de radiații EM, impulsul EM, descărcările electrostatice și efectele de trăsnet asupra componentelor sistemului THAAD.
Evaluările ARL au fost concepute pentru a determina potențialul de creștere al sistemului THAAD, având în vedere designul său tactic, precum și pentru a oferi o analiză de supraviețuire împotriva amenințărilor precum armele convenționale, armele chimice și contramăsurile electronice de război. Datele colectate din analize au fost utilizate pentru a dezvolta modele de traiectorii pentru ținte și rachete, precum și traiectorii țintă folosind generarea în scenă infraroșie a contramăsurilor infraroșii (IRCM).
Sistemul THAAD este proiectat, construit și integrat de Lockheed Martin Missiles and Fire Control care acționează ca antreprenor principal. Subcontractanții cheie includ Raytheon, Boeing, Aerojet Rocketdyne, Honeywell, BAE Systems, Oshkosh Defense și MiltonCAT.

## Vezi și
- Arrow (misilă israeliană)
- HQ-19, dezvoltat de China
- Prithvi Defence Vehicle - Sistem de rachete anti-balistice de mare altitudine indian
- M1120 HEMTT Load Handling System (lansator)
- NASAMS, dezvoltat de Norvegia, utilizat de Spania și SUA
- S-300VM, dezvoltat de Rusia
- Sistemul de misile S-400, dezvoltat de Rusia
- Sistemul de misile  S-500, în curs de dezvoltare de către Rusia
- Taiwan Sky Bow Ballistic Missile Defense System
- L-SAM
- High Endoatmospheric Defense Interceptor

## Legături externe
- Lockheed Martin THAAD web page
- MDA THAAD page
- THAAD program details
- THAAD program history on, designation-systems.net
- TPY-2 X-band Radar on Missile Threat CSIS site

### DEM-VAL and EMD testing
- THAAD First Successful Intercept, 10 June 1999
- THAAD Second Successful Intercept, 2 August 1999
- THAAD Equipment Arrives in Hawaii, 18 October 2006
- Successful THAAD Radar Target Tracking Test, 8 March 2007
- THAAD Radar Supports Successful Aegis BMD Intercept, 22 June 2007